# زاملي (تمر)
زاملي نوع من أنواع التمور والرطب في محافظة الأحساء بالمملكة العربية السعودية، ينضج في شهر يونيو من كل عام، وهو ضمن الأنواع التي يتأخر موسم نضجها، يعد من التمور التي تستهلك في مرحلة الرطب وحتى مرحلة التمر.

## نسبة السكريات
| المرحلة              | بسر    |
| النوع                | النسبة |
| -------------------- | ------ |
| فركتوز               | %8.45  |
| جلوكوز               | %9.82  |
| سكروز                | %11.93 |
| مجموع السكريات 30.2% |        |

| المرحلة                | رطب    |
| النوع                  | النسبة |
| ---------------------- | ------ |
| فركتوز                 | %14.49 |
| جلوكوز                 | %17.81 |
| سكروز                  | %9.99  |
| مجموع السكريات 42.295% |        |

| المرحلة                | تمر    |
| النوع                  | النسبة |
| ---------------------- | ------ |
| فركتوز                 | %20.43 |
| جلوكوز                 | %24.46 |
| سكروز                  | %16.32 |
| مجموع السكريات 61.205% |        |